# Auguste Daufresne de La Chevalerie
Le major Auguste Daufresne de la Chevalerie, né à Walcourt en 1818, mort à Audenarde en 1881, est un militaire et poète belge du XIXe siècle. 

## Biographie
Fils cadet d'un soldat de l'Empire, il entra fort jeune dans l'armée, publia des articles dans les journaux militaires, des études sur la cavalerie, l'une intitulée : Biographie du maréchal de Luxembourg, et l'autre : Biographie du général van Remoortere. Il se fit surtout connaître comme poète par ses Légendes poétiques des saints, Récits de l'Ardenne, Évangiles, Chansons et poésies détachées.

### Carrière militaire
Il embrassa la carrière militaire à l’âge de douze ans en s’engageant comme soldat au 1er Régiment de Chasseurs à cheval. Il se maria le 23 juillet 1855 alors qu’il était en garnison à Mons, dut surmonter la perte de son épouse et de sa seconde fille, mortes après l'accouchement le 30 janvier 1857, et se remaria deux ans plus tard, le 15 février 1859. Au rythme des années, il gravit tous les échelons jusqu’à devenir major en 1868.
En juillet 1870, alors que s’ouvraient les hostilités franco-allemandes, le Roi Léopold II de Belgique mit sur le pied de guerre l’armée royale belge. Auguste, alors major, prit  le commandement de l’escadron du 2e Régiment de Lanciers.

### Itinéraire littéraire
Encouragé par le poète montois Benoît Quinet, Auguste Daufresne de La Chevalerie publia son premier recueil de chansons en 1855. 
Dans un style chaleureux, il y met en scène la patrie, la famille et l’honneur dans le décor verdoyant de l’Ardenne et de l’Ourthe, affluent de la Meuse. 
En 1856, Auguste fut reçu comme membre de la Société Royale des Beaux-Arts et de la Littérature de la Ville de Gand. 
Il publia successivement  Poésie et chansons nouvelles (1860), Jésus-Christ, scènes et récits en vers tirés de l'Évangile (1865), Gerbes poétiques de ballades et de légendes chrétiennes (1873). Selon Nyssen, au travers de chansons, d'odes, de ballades et de sonnets, Auguste Daufresne de la Chevalerie, dans un style frais et coloré laisse transparaitre son amour de la patrie, son attachement au lieu natal et son amour du Christ.  
Son engagement religieux qui transparait dans ses poésies comme sa Vie de Jésus en vers, ou ses Légendes poétiques des saints lui valurent la Croix de Chevalier de l'Ordre de Saint-Grégoire-le-Grand, décoration militaire, en 1869.

### Retraite
En 1873, il prit sa retraite de l'armée et s'installa à Oudenarde où il occupa les fonctions d'archiviste. Il continua son œuvre d'écrivain en publiant en 1877 Récits d'Ardenne : Aubinette ou l'orpheline de Dubuy. Ce récit ardennais qui relate les aventures d'une jeune paysanne de Durbuy au XVIIe siècle est le prétexte à une description documentée sur la vie ardennaise de cette époque (chansons, règlement locaux et sermons) ainsi qu'à un hommage à la seigneurie locale. 
En 1877-1878, il publia dans la Revue Catholique de Louvain, Le récit Les deux conscrits. C'est de nouveau l'occasion d'une chronique de Durbuy durant cette fois-ci les guerres napoléoniennes qui sont décrites d'abondance du point de vue de la dure vie du soldat.
Auguste Daufresne de la Chevalerie fut également membre d'une société archéologique et fut à l'origine de la mise en valeur, en 1879,  du dolmen de Wéris dont il publia une étude Les antiquités du village de Wéris dans la Revue catholique.
Il mourut le 28 mars 1881 d'un cancer de la langue. En souvenir de son œuvre, une rue a été baptisée en son nom dans la localité de Durbuy.

## Distinctions
- Chevalier de l'ordre de Saint-Grégoire-le-Grand

## Œuvres
- Chansons, Impr. de A. Delmée, 1855
- Jésus-Christ. Scènes et récits en vers tirés de l'Évangile, Éditeur H. Goemaere, 1865
- Biographie du général C. A. Van Remoortere. Étude sur la cavalerie, Éditeur	impr. de C. Annoot-Braeckman, 1875
- Les deux conscrits, Roman publié par épisodes dans la « Revue Catholique » de Louvain en 1877
- Légendes poétiques des Saints
- Récits d’Ardenne
- Aubinette ou l’Orpheline de Durbuy

## Filiation
Par son frère Émile, Auguste Daufresne de La Chevalerie est le grand oncle de Raoul Daufresne de la Chevalerie, commandant en chef des Forces belges libres au Royaume-Uni en 1941-1942 et l’arrière-grand-oncle de Xavier de La Chevalerie, directeur de cabinet du général de Gaulle (1967-1969). L'un de ses frères fut général et gouverneur militaire à Mons.